# Илыш-Шочын-Ава
Илыш-Шочын-Ава (Илыш-Шочын-Ньё) — верховное женское божество марийского пантеона. Первоначально подательница жизни, одно из воплощений супруги небесного бога Юмо, все пронизывающая сила плодородия. Позже, в народном христианстве, защитница от бед, нечистой силы, напастей и страданий. Её образ постепенно слился с образом Богоматери.

## Описание и функции
Считается покровительницей рожениц, пестует ребёнка, заключённого в темницу, кормит грудью осиротевшего младенца. При самом зачатии ребёнка «великая рождающая мать» вкладывает в него душу.

## Культ
В молитвах Илыш-Шочын-Ава просят о жизненном благополучии, помощи при родах. Чтобы облегчить трудные роды, богине жертвуют белого ягнёнка. Третье жертвоприношение в жизни семейного мужчины должно быть посвящено Илыш-Шочын-Ава, при этом жертвуют корову и шесть более мелких животных.

## Связанные персонажи
Имеется мужской аналог Илыш-Юмо. Кроме того, известен Икшыве-Шочын-Юмо «рождающий бог детей». Известны так называемые «Илян-влак» — божества, наделяющие жизнью ту или иную сферу бытия. Иногда их семь, иногда девять. Выделают «жизни»: человека, скота, хлебов, земли, воды, деревьев, плодов, света, птиц, пчел.